# Sophie-Scholl-Schule (Berlin)
Die Sophie-Scholl-Schule in Berlin ist eine Integrierte Sekundarschule mit gymnasialer Oberstufe und zugleich Staatliche Europa-Schule Berlin (SESB) mit dem Schwerpunkt in französischer Sprache. Standort der Bildungseinrichtung, die als erste Schule in Deutschland nach der Widerstandskämpferin Sophie Scholl benannt wurde, ist die Elßholzstraße 34–37 in Berlin-Schöneberg. Das Gebäude ist ein gelistetes Baudenkmal.

## Geschichte
Am 29. April 1832 wurde in der Friedrichstadt bei Berlin die Höhere Neue Töchterschule gegründet. Standort der Höheren Töchterschule war die Schützenstraße 8. Am 1. Oktober 1832 nahm am selben Standort auch das Königliche Lehrerinnen-Seminar, auch Königliches Seminar für Lehrerinnen genannt, seinen Betrieb auf.
1841 erhielt die Bildungseinrichtung einen neuen Namen. Sie wurde fortan als Königliche Neue Töchterschule auf der Friedrichstadt bezeichnet. Mehr als zwei Jahrzehnte später erfolgte eine erneute Umbenennung: Die Königliche Augustaschule (Königliches Seminar für Lehrerinnen mit verbundener Töchterschule) nahm mit der Namensgebung Bezug auf ihre Protektorin, die spätere Kaiserin Augusta.
Die beiden Bildungseinrichtungen wurden 1877 vom selben Lehrkörper geführt. Im selben Jahr wurden in der Augustaschule 8 Klassen mit 370 Schülerinnen von 11 Lehrern und 4 Lehrerinnen unterrichtet. Das Schulgeld betrug seinerzeit 96 Mark. Im selben Jahr wurden für das Königliche Lehrerinnenseminar 4 Klassen mit 160 „Zöglingen“ angegeben.
Nach der Gründung des Deutschen Kaiserreichs und dem Neubau der Königlichen Augustaschule in den Jahren 1884 bis 1886 siedelte die Schule 1886 in das Gebäude Kleinbeerenstraße 16–19 über.
Anfang der 1890er Jahre gab es in Deutschland respektive Preußen lediglich vier königliche beziehungsweise staatliche öffentliche höhere Mädchenschulen; neben der ältesten, der Elisabethschule in Berlin, der Luisenschule in Posen und der höheren Mädchenschule in Trier eben die Augustaschule in Berlin.
1909 wurde an der Königlichen Augustaschule eine gymnasiale Studienanstalt für Mädchen eingerichtet. Die dann Königliche Augusta-Schule nebst [Gymnasialer] Studienanstalt und Lyceum [Höheres Lehrerinnen-Seminar und Frauenschule] in Berlin genannte Einrichtung siedelte 1915 – während des Ersten Weltkrieges – in das noch heute genutzte Gebäude in der Elßholzstraße 34–37 über.
Nach dem Ende der Hohenzollern-Monarchie und der Ausrufung der Weimarer Republik erhielt die vormalige Töchterschule 1919 ihren neuen Namen: Staatliche Augustaschule. In den 1920er Jahren wurde sie auch als Staatliche Augusta-Schule zu Berlin bezeichnet.
Während der Zeit des Nationalsozialismus und des Zweiten Weltkrieges wurden die Schülerinnen im Jahr 1943 zum Schutz vor den Luftangriffen der Alliierten auf Berlin nach Cottbus, Vetschau und Peitz evakuiert. Kurz darauf wurde auf dem Schulgelände ein Lager für Zwangsarbeiter eingerichtet. Später schufen Schülerinnen und Schüler gemeinsam mit ihrer Lehrerin Andrea Busse und der Bildhauerin Christina Artola ein Denkmal zur Erinnerung. 1995, am 8. Mai, dem Tag der Befreiung, wurde zudem eine Gedenktafel für die im Schulgebäude bis zum Kriegsende internierten sowjetischen Zwangsarbeiter installiert. Nach der Erforschung der Geschichte der Zwangsarbeiter vor Ort haben Schülerinnen und Schüler später gemeinsam mit ihrem Lehrer Bodo Förster das Gelände am Hochbunker Pallasstraße zum „Ort der Erinnerung“ umgestaltet.
In der frühen Nachkriegszeit wurde schon 1945 in den Räumen der teilzerstörten Schule, die nun im Westsektor Berlins lag, der Unterricht wieder aufgenommen. Im Dezember 1945 oder 1946 wurde das Lyceum umbenannt nach der Widerstandskämpferin Sophie Scholl.
1948 öffnete sich die Sophie-Scholl-Oberschule auch für Jungen. Zugleich begann damit der koedukative Unterricht in der „Oberschule wissenschaftlichen Zweiges“ (Gymnasium).
1952 zogen die Schülerinnen und Schüler und das Lehrerkollegium der Georg-Graf-von-Arco-Oberschule (3. Oberschule Technischen Zweiges/Realschule) sowie der Georg-von-Giesche-Oberschule (4. Oberschule Technischen Zweiges/Realschule) in das wieder aufgebaute Schulgebäude in der Pallasstraße. Damit begann auch die gemeinsame Nutzung des Gesamtkomplexes als „Schulzentrum Elßholzstraße“.
1969 verließ die Georg-von-Giesche-Oberschule, die in die Hohenstaufenstraße übersiedelt, das Schulzentrum. Stattdessen wurde die Isergebirgs-Hauptschule aus der Hohenstaufenstraße in das Schulzentrum Elßholzstraße verlegt. Dieser Wechsel markiert die ersten Bestrebungen zur Schaffung einer „Integrierten Gesamtschule“ aus den drei im Schulzentrum untergebrachten Schulformen.
1979 begann die Vereinigung der „Sophie-Scholl-Oberschule“ mit der „Georg-Graf-von-Arco-Oberschule“ und der „Isergebirgs-Oberschule“ zur Gesamtschule. Während der Name „Sophie-Scholl-Oberschule“ beibehalten wurde, liefen die alten Schultypen jahrgangsweise aus. An ihrer Stelle wurden Gesamtschuljahrgänge eingerichtet.
1983 wurde mit dem integrativen Unterricht von Kindern und Jugendlichen mit Behinderungen begonnen, anfangs in einem Zug, später in zwei Zügen pro Jahrgang.
Nach der Deutschen Wiedervereinigung wurde 1999 der erste deutsch-französische Zug der „Staatlichen Europa-Schule Berlin (SESB)“ eingerichtet. 2001 folgte die Einrichtung der ersten beiden deutsch-spanischen Züge der SESB.
2007 feierte die Sophie-Scholl-Schule ihr Jubiläum unter dem Titel „175-Jahre Schulgeschichte“.
Seit 2015 ist die Sophie-Scholl-Schule "anerkannte UNESCO-Projektschule" und damit Mitglied im UN associated schools network (UN asp-net).

## Persönlichkeiten
Lehrkörper
- ab 1850: Direktor August Merget[14]
- 1923–1927: Ruth Parnitzke, Malerin und Kunsterzieherin
- 1931–1934: Lina Mayer-Kulenkampff war die erste Direktorin der Schule. Aufgrund ihrer Verweigerung des sogenannten „Eides auf den Führer“ sah sie sich 1934 zum Rücktritt gezwungen.[15]

Schüler und Schülerinnen
- Clara Israel (1876–1942), Sozialarbeiterin und Opfer des Holocaust
- um 1933: Annemarie Renger; die spätere Bundestagspräsidentin hatte „gute Erinnerungen“ an ihren Schulbesuch und ihre Direktorin nach der Machtergreifung[15]
- bis 2013: Jella Haase, Schauspielerin[16]
- Michelangelo Fortuzzi, Schauspieler[17]